# In These Shoes?
In These Shoes? è un brano musicale della cantautrice britannica Kirsty MacColl pubblicato come singolo nel febbraio 2000 dall'etichetta discografica V2.
Il brano è stato estratto dal quinto album in studio dell'artista, Tropical Brainstorm, uscito nel marzo 2000, ed è stato scritto dalla MacColl insieme a Pete Glenister. Contiene un campionamento del brano Spanish Grease di Willie Bobo, pubblicato nel 1965, scritta da Bobo insieme a Melvin Lastie, che sono accreditati tra gli autori.

## Il singolo
Il singolo è stato presentato all'interno dello spettacolo televisivo Later... with Jools Holland, dove l'artista ha dichiarato che il brano parla delle conseguenze dell'essere schiavi della moda. Ha ottenuto un discreto successo radiofonico nel Regno Unito, dove è stata trasmessa in particolar modo dall'emittente BBC Radio 2. In Italia il brano è stato legato in particolar modo alla manifestazione Festivalbar alla quale l'artista ha partecipato nell'estate di quell'anno. La canzone è stata inserita anche in una delle compilation legate alla trasmissione televisiva.
Il suddetto brano è stato inserito all'inizio della prima puntata della quarta stagione del telefilm americano Sex And The City.
Si è trattato dell'ultimo successo discografico della cantautrice, scomparsa nel dicembre del 2000 a seguito di un incidente.

## Cover
Nello stesso anno è stata realizzata una cover del brano da Bette Midler, inserita nell'album Bette, . È stato inoltre ripreso nel 2005 dalla cantante irlandese Camille O'Sullivan in una versione dal vivo inserita nell'album La fille du cirque, che l'ha inoltre interpretata in una puntata del Later with... Jools Holland.

## Tracce
12" Single
1. In These Shoes? (UR Crazy Remix) – 6:04
2. In These Shoes? (UR Crazu Remix Edit) – 3:27
3. In These Shoes? (Extended Moba Club) – 8:02
4. In These Shoes? (Moba Cut) – 4:20
5. In These Shoes? (Album Version) – 3:40

12" Single (UK Promo)
1. In These Shoes? (Le Rosbifs Remix) – 4:38
2. In These Shoes? (P Mix) – 4:43

CD Single #2
1. In These Shoes? – 3:40
2. My Affair – 3:52
3. Good for Me – 8:08

CD Single (European Release)
1. In These Shoes? – 3:40
2. In These Shoes? (UR Crazy Remix) – 6:04
3. In These Shoes? (UR Crazy Remix Edit) – 3:27
4. In These Shoes? (P Mix) – 4:43
5. My Affair (Live) – 8:17

## Crediti e formazione
- Kirsty MacColl - voce, autoharp
- Pete Glenister - chitarra
- Ben Storey - tromba
- Dave Ruffy - tamburo
- Bosco De Oliveira - percussioni
- Ernesto Estruch, Felix Gonzalez, Gabriel Fonseca, Omar Puente

Produzione
- Kirsty MacColl, Pete Glenister, Dave Ruffy - produttori
- Lee Groove - programmazione aggiuntiva
- UR Production, Maurizio Pini, Max Baffa, Le Rosbifs, Steve P. - remix

## Classifiche
| Classifica (2000) | Posizione raggiunta |
| ----------------- | ------------------- |
| Regno Unito       | 81                  |